# Stereoisomerengemisch
Als Stereoisomerengemisch wird in der Organischen Chemie ein Stoffgemisch bezeichnet, welches sich aus zwei oder mehr Stereoisomeren zusammensetzt. Es kann sich dabei um Konfigurations- oder um Konformationsisomere handeln.

## Racemat
Racemische Gemische sind eine spezielle Form von Stereoisomerengemischen, bei denen zwei zueinander spiegelbildlich aufgebaute Moleküle (Enantiomere) in einem Verhältnis von 1:1 vorliegen.

## Beispiele

### Isopyrazam

Stereoisomerengemisch der zwei syn-Isomere (oben) und zwei anti-Isomere (unten) von Isopyrazam

Das von Syngenta entwickelte Fungizid Isopyrazam liegt als Gemisch von vier Stereoisomeren, bestehend aus zwei spiegelbildlichen syn- und zwei spiegelbildlichen anti-Isomeren, vor. Das technische Produkt ist zum größten Teil aus den syn-Isomeren zusammengesetzt und enthält nur einen geringen prozentualen Anteil an anti-Isomeren des Stoffes.

### Decalin
Die Handelsware von Decalin besteht meistens aus einer Mischung aus trans- und cis-Decalin. Dieses Produkt findet Verwendung in der Herstellung von Schuhpflegemitteln und als Lösungsmittel für Fette, Harze, Wachse und Lacke.

trans-Decalin
cis-Decalin